# لويس فيرانت
لويس فيرانت (بالإنجليزية: Louis Ferrante)‏ هو كاتب أمريكي، ولد في 13 مايو 1969 في نيويورك في الولايات المتحدة.